# العلاقات الفيجية النيبالية
العلاقات الفيجية النيبالية هي العلاقات الثنائية التي تجمع بين فيجي ونيبال.

## مقارنة بين البلدين
هذه مقارنة عامة ومرجعية للدولتين:
| وجه المقارنة                                              | فيجي                                                                 | نيبال                             |
| --------------------------------------------------------- | -------------------------------------------------------------------- | --------------------------------- |
| المساحة (كم2)                                             | 18.27 ألف                                                            | 147.18 ألف                        |
| عدد السكان (نسمة)                                         | 915.30 ألف                                                           | 29.40 مليون                       |
| الكثافة السكانية (ن./كم²)                                 | 50.1                                                                 | 199.76                            |
| العاصمة                                                   | سوفا                                                                 | كاتماندو                          |
| اللغة الرسمية                                             | لغة إنجليزية، اللغة الفيجية، اللغة الفيجي الهندية، اللغة الهندستانية | اللغة النيبالية                   |
| العملة                                                    | دولار فيجي                                                           | روبية نيبالية                     |
| الناتج المحلي الإجمالي (بليون دولار)                      | 5.06 مليار                                                           | 24.47 مليار                       |
| الناتج المحلي الإجمالي (تعادل القوة الشرائية) بليون دولار | 8.32 مليار                                                           | 70.20 مليار                       |
| الناتج المحلي الإجمالي الاسمي للفرد دولار أمريكي          | 4.96 ألف                                                             | 743                               |
| الناتج المحلي الإجمالي للفرد دولار أمريكي                 | 8.79 ألف                                                             | 2.37 ألف                          |
| مؤشر التنمية البشرية                                      | 0.727                                                                | 0.548                             |
| رمز المكالمات الدولي                                      | +679                                                                 | +977                              |
| رمز الإنترنت                                              | .fj                                                                  | .np                               |
| المنطقة الزمنية                                           | ت ع م+12:00                                                          | UTC+05:45، التوقيت الموحد لنيبال ‏ |

## منظمات دولية مشتركة
يشترك البلدان في عضوية مجموعة من المنظمات الدولية، منها:
| علم المنظمة | اسم المنظمة                               | تاريخ انضمام فيجي | تاريخ انضمام نيبال |
| ----------- | ----------------------------------------- | ----------------- | ------------------ |
|             | مؤسسة التنمية الدولية                     | 29 سبتمبر 1972    | 6 مارس 1963        |
|             | يونسكو                                    | 14 يوليو 1983     | 1 مايو 1953        |
|             | مؤسسة التمويل الدولية                     | 12 يوليو 1979     | 7 يناير 1966       |
|             | منظمة حظر الأسلحة الكيميائية              | ?                 | ?                  |
|             | الأمم المتحدة                             | 13 أكتوبر 1970    | 14 ديسمبر 1955     |
|             | منظمة الشرطة الجنائية الدولية             | ?                 | ?                  |
|             | البنك الدولي للإنشاء والتعمير             | 28 مايو 1971      | 6 سبتمبر 1961      |
|             | الاتحاد البريدي العالمي                   | ?                 | ?                  |
|             | المركز الدولي لتسوية المنازعات الاستشارية | 10 سبتمبر 1977    | 6 فبراير 1969      |
|             | وكالة ضمان الاستثمار متعدد الأطراف        | 24 سبتمبر 1990    | 9 فبراير 1994      |
|             | بنك التنمية الآسيوي                       | 1970              | 1966               |
|             | منظمة التجارة العالمية                    | ?                 | ?                  |

## وصلات خارجية
- موقع وزارة الخارجية الفيجية
- موقع وزارة الخارجية النيبالية